# Choi Ihn Suk
Pour les articles homonymes, voir Choi.
Dans ce nom coréen, le nom de famille, Choi, précède le nom personnel.
Choi Ihn Suk (en hangeul : 최인석), né le 17 septembre 1953 à Namwon dans la province de Jeolla du Nord, est un écrivain sud-coréen.  

## Biographie
Né à Namwon dans la province de Jeollabuk-do, Choi In-seok a commencé sa carrière en tant que dramaturge. Il a remporté le prix du nouvel auteur coréen pour sa pièce Des murs et des fenêtres (Byeokgwa chang). Durant sa carrière, il a reçu bien d'autres distinctions tels que le prix de littérature coréenne pour Pour cet été qui était si magnifique (Geu challanhadeon yeoreumeul wihayeo) et le prix Baeksang pour Personne ne disparaît (Eotteon saramdo sarajiji anneunda) ainsi que le prix Yeonghi en 1985. Il a également écrit le scénario du film Chilsu et Mansu (Chilsuwa Mansu) avant de faire ses débuts en tant que romancier avec Les badauds (Gugyeongkkun) en 1986. Son recueil de nouvelles Le puits de mon âme (Nae yeonghonui Umul, 1995) a reçu le prix littéraire Daesan. 

## Œuvre
Les travaux de Choi présentent des personnages mélancoliques ou encore « grotesques » pour mieux révéler les injustices sociales. Compte tenu de son expérience du drame notamment à travers l'histoire, Choi tisse ses histoires dans des espaces clos, où il met en scène parfois des scènes hallucinatoires. Ce sont là les caractéristiques fondamentales de son œuvre qui a été parfois qualifiée de «réalisme magique» ou de « carnaval de la misère ». Les personnages de son travail rêvent à des utopies tout en supportant leur tourment intérieur dans l'isolement. 
Les principaux travaux de Choi comprennent les recueils de nouvelles Fabrication de poupées (Inhyeong mandeulgi, 1991), Le puits de mon âme (Nae yeonghonui Umul, 1995), Un pas vers le chaos (Hondoneul hyanghayeo hangeoreum, 1997), Une épave humaine qui m'a aimé (Nareul saranghan pyein, 1998), La maison des grands serpents (Gureong-ideurui jip, 2001); et les romans Le sommeil et le marais (Jamgwa neup, 1987), Une volée d'oiseaux (Saette, 1988), Dans mon cœur habite un crocodile (Nae ma-eumeneun ageoga sanda, 1990), De l'intérieur et de l'extérieur (Aneseo bakkateseo, 1992), Mon beau fantôme (Areumdaun na-ui gwisin, 1999) et Fleur de nuit (Bamkkot, 2000). 

## Distinctions
- 1980 : Prix de littérature coréenne pour 그 찬란하던 여름을 위하여 Pour cet été qui était si magnifique
- 1980 : Prix Baeksang pour 어떤 사람도 사라지지 않는다 Personne ne disparaît
- 1985 : Prix Yeonghi en 1985
- 1995 : Prix littéraire Daesan pour 내 영혼의 우물 Le puits de mon âme